# Ladislav Bezák
Ladislav Bezák (12. září 1932 Praha – listopad 2018) byl československý akrobatický pilot, v roce 1960 první vítěz Mistrovství světa v letecké akrobacii (FAI World Aerobatic Championships), se strojem Zlín Z-226T a první vítěz Biancotto Trophy v roce 1965.

## Životopis
Vyučil se nástrojařem, přičemž se začal věnovat parašutismu a záhy i bezmotorovému létání na kluzácích.
Poté vystudoval vysokou školu zemědělskou a během studia absolvoval i výcvik v motorovém létání.
Počátkem 70. let dvacátého století se rozhodl emigrovat z komunistického Československa. Dne 19. prosince 1971 se rozhodl uletět s manželkou a čtyřmi dětmi na dvoumístném letounu Zlín Z-226T, poznávací značky OK-MUA. Po vzletu a nabrání kurzu směrem na západ se letoun objevil na vojenských radarech. Operátor PVOS (protivzdušná obrana státu) vyslal proti neznámému letounu hotovostní MiG-15bis. Za několik minut došlo k navázání kontaktu, střelbě světlic a dokonce výstražné střelbě z palubních zbraní, která měla donutit Bezáka k návratu. Pilot Zlínu reagoval úhybnými manévry, díky kterým se následně dostal do oblačnosti. Celá rodina bezpečně přistála u Norimberku.

## Úspěchy
Ladislav Bezák se v šedesátých letech stal nejúspěšnějším československým akrobatickým pilotem. Svého největšího úspěchu dosáhl roku 1960 v Bratislavě, kde vyhrál první oficiální mistrovství světa v letecké akrobacii.
Je znám jako první pilot, který provedl speciální akrobatický manévr zvaný „lomcovák“.